# مدرسة عامة
المدرسة العامة كانت مدرسة حكومية (عامة) في الولايات المتحدة خلال القرن التاسع عشر. كان هوراس مان (1796–1859) مدافعًا قويًا عن التعليم العام والمدرسة العام. في عام 1837، عينت ولاية ماساتشوستس مان سكرتيرًا أولًا لمجلس التعليم بالولاية حيث بدأ عملية إحياء التعليم المدرسي العام، والتي امتدت آثارها في جميع أنحاء أمريكا خلال القرن التاسع عشر.